# Emotions (머라이어 캐리의 음반)
《Emotions》는 1991년 9월 17일에 발매한 머라이어 캐리의 두 번째 정규 음반이다.

## 트랙 리스트
| #            | 제목                       | 작사                                      | 작곡                                      | 편곡                                      | 재생 시간 |
| ------------ | -------------------------- | ----------------------------------------- | ----------------------------------------- | ----------------------------------------- | --------- |
| 1.           | 〈Emotions〉               | 머라이어 캐리 로버트 클리빌스 데이비드 콜 | 머라이어 캐리 로버트 클리빌스 데이비드 콜 | 머라이어 캐리 로버트 클리빌스 데이비드 콜 | 4:09      |
| 2.           | 〈And You Don't Remember〉 | 머라이어 캐리 월터 아파나시에프           | 머라이어 캐리 월터 아파나시에프           | 머라이어 캐리 월터 아파나시에프           | 4:26      |
| 3.           | 〈Can't Let Go〉           | 머라이어 캐리 월터 아파나시에프           | 머라이어 캐리 월터 아파나시에프           | 머라이어 캐리 월터 아파나시에프           | 4:27      |
| 4.           | 〈Make It Happen〉         | 머라이어 캐리 로버트 클리빌스 데이비드 콜 | 머라이어 캐리 로버트 클리빌스 데이비드 콜 | 머라이어 캐리 로버트 클리빌스 데이비드 콜 | 5:10      |
| 5.           | 〈If It's Over〉           | 머라이어 캐리 캐럴 킹                     | 머라이어 캐리 캐럴 킹                     | 머라이어 캐리 캐럴 킹                     | 4:38      |
| 6.           | 〈You're So Cold〉         | 머라이어 캐리 데이비드 콜                 | 머라이어 캐리 데이비드 콜                 | 머라이어 캐리 로버트 클리빌스 데이비드 콜 | 5:05      |
| 7.           | 〈So Blessed〉             | 머라이어 캐리 월터 아파나시에프           | 머라이어 캐리 월터 아파나시에프           | 머라이어 캐리 월터 아파나시에프           | 4:13      |
| 8.           | 〈To Be Around You〉       | 머라이어 캐리 데이비드 콜                 | 머라이어 캐리 데이비드 콜                 | 머라이어 캐리 로버트 클리빌스 데이비드 콜 | 4:37      |
| 9.           | 〈Till the End of Time〉   | 머라이어 캐리 월터 아파나시에프           | 머라이어 캐리 월터 아파나시에프           | 머라이어 캐리 월터 아파나시에프           | 5:35      |
| 10.          | 〈The Wind〉               | 머라이어 캐리 러스 프리먼                 | 머라이어 캐리 러스 프리먼                 | 머라이어 캐리                             | 4:41      |
| 총 재생 시간 | 총 재생 시간               | 총 재생 시간                              | 총 재생 시간                              | 총 재생 시간                              | 47:01     |

## 차트

### 주간 차트
| 차트                    | 최고순위 |
| ----------------------- | -------- |
| 미국 (빌보드 200)       | 4        |
| 일본 (오리콘 앨범 차트) | 3        |

### 연간 차트
| 차트              | 최고순위 |
| ----------------- | -------- |
| 미국 (빌보드 200) | 22       |